# Bockwindmühle Uhrsleben

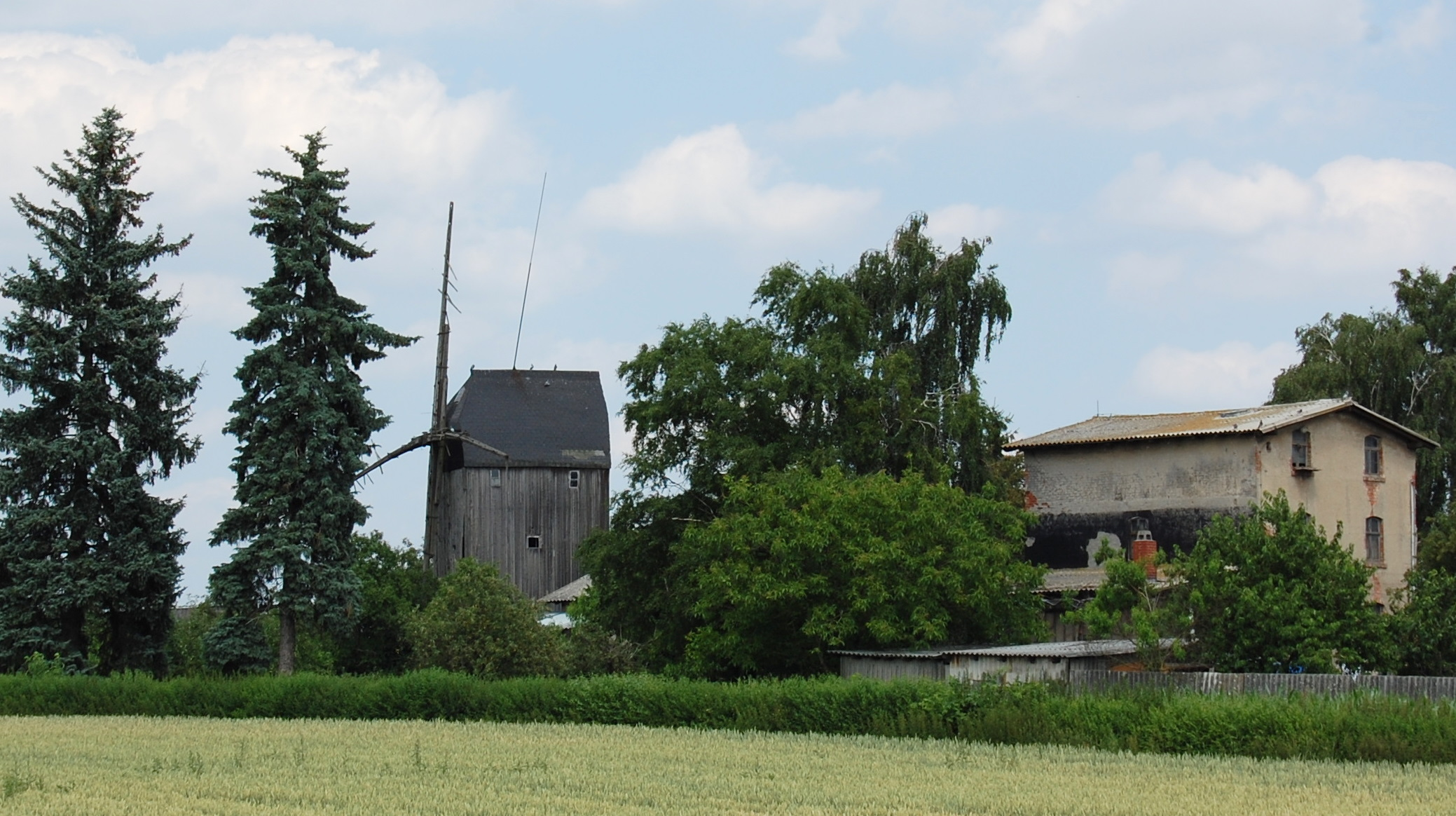
Bockwindmühle Uhrsleben, Juli 2010

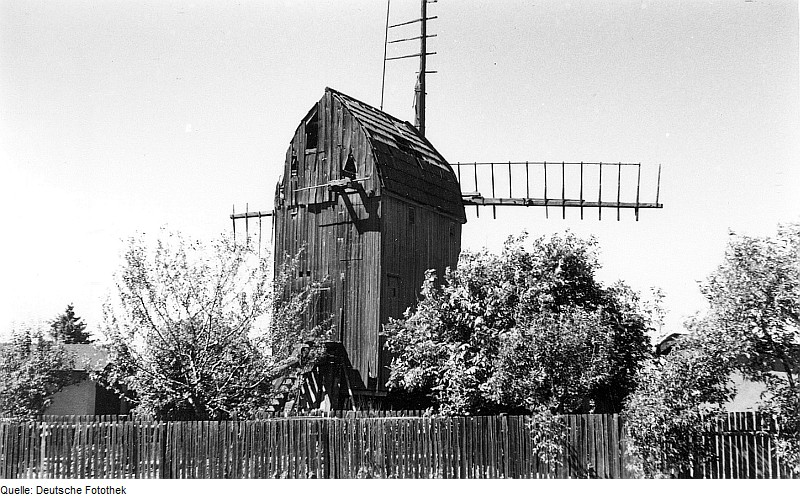
Bockwindmühle Uhrsleben, August 1973

Die Bockwindmühle Uhrsleben ist eine denkmalgeschützte Bockwindmühle in Uhrsleben in Sachsen-Anhalt.
Sie steht erhöht nordöstlich des Dorfes und stammt aus dem Jahr 1837, nach anderen Angaben bereits von 1835. Die Mühle wurde in den 1960er Jahren stillgelegt. Das Dach ist als Bogendach ausgeführt, die Jalousie-Flügel sind nur noch in Resten vorhanden. Teile der alten Mühlentechnik wie Mahl- und Schrotgang aber auch Anlagen zur Reinigung und Sichtung sowie der Sackaufzug sind erhalten.